# Neoplasia
La neoplasia è un termine medico che indica una proliferazione anomala di cellule, spesso sinonimo di tumore. Essa si riferisce a una "nuova formazione" di cellule, che possono essere benigne o maligne. Le neoplasie sono caratterizzate da mutazioni del DNA che portano a una crescita incontrollata delle cellule. È importante notare che, nel linguaggio comune, i termini neoplasia, tumore e cancro vengono spesso usati in modo intercambiabile, ma ci sono differenze significative tra di essi.
La neoplasia maligna può essere una malattia terminale che cresce in eccesso ed in modo scoordinato e che persiste in questo stato dopo la cessazione degli stimoli che hanno indotto il processo, come chiarisce la definizione coniata dall'oncologo Rupert Allan Willis.
La crescita incontrollata e scoordinata di un gruppo di cellule, a scapito dell'omeostasi tissutale, è determinata da alterazioni del loro proprio patrimonio genetico, ed è alla base di una vasta classe di malattie, classificata in base a diverse caratteristiche, ma principalmente in tre modi:
- secondo il tipo istologico originario delle cellule proliferanti: principalmente in tumori epiteliali, mesenchimali, delle cellule del sangue o del tessuto nervoso;
- secondo l'aggressività e il decorso clinico previsto: in tumori benigni (non cancerosi) e tumori maligni (cancerosi, o cancro);
- secondo la stadiazione tumorale, o classificazione TNM, per quanto riguarda i tumori maligni.

La branca della medicina che si occupa di studiare i tumori sotto l'aspetto eziopatogenetico, diagnostico e terapeutico è chiamata oncologia.

## Epidemiologia e storia
nessun dato
     ≤ 55
     55–80
     80–105
     105–130
     130–155
     155–180
     180–205
     205–230
     230–255
     255–280
     280–305
     ≥ 305

Morti per neoplasie maligne per 100000 abitanti nel 2004.
nessun dato
≤ 55
55–80
80–105
105–130
130–155
155–180
180–205
205–230
230–255
255–280
280–305
≥ 305

Il termine tumore è stato coniato sulla base dell'aspetto macroscopico della maggior parte delle neoplasie, che si presentano frequentemente, ma non sempre, con una massa rilevante (tumor, «rigonfiamento», in latino) sul sito anatomico di origine.
Il termine neoplasia, che letteralmente significa «nuova formazione», è sinonimo del precedente, ma prende in considerazione, più che l'aspetto esteriore della massa, il contenuto cellulare della stessa, costituito da cellule di "nuova formazione".
Le neoplasie rappresentano, dopo le patologie cardiovascolari, la principale causa di morte nel mondo (dati OMS). Nel 2008 sono stati diagnosticati circa 12,7 milioni di tumori maligni e 7,6 milioni di persone sono morte di cancro in tutto il mondo. Tutte le neoplasie sono la causa del 13% di tutte le morti annuali, con i più comuni che sono: cancro del polmone (1,4 milioni di morti), cancro allo stomaco (740 000 morti), cancro al fegato (700 000 morti), del colon-retto (610 000 morti) e il cancro alla mammella (460 000 morti). Questi dati fanno sì che le neoplasie invasive siano la principale causa di morte nel mondo sviluppato e la seconda causa di morte nei paesi in via di sviluppo. Oltre la metà dei casi si verificano in queste ultime regioni.
I tassi globali di sviluppo di neoplasie, sono aumentati principalmente a causa di un invecchiamento generale della popolazione e di modifiche allo stile di vita. Il fattore di rischio più significativo per lo sviluppo di una neoplasia è la vecchiaia. Anche se è possibile che avvenga a qualsiasi età, la maggior parte delle persone a cui viene diagnosticato un tumore maligno è di età superiore ai 65 anni. Secondo il ricercatore Robert Weinberg: "Se abbiamo vissuto abbastanza a lungo, prima o poi saremmo tutti destinati ad ammalarci di cancro".
La correlazione tra invecchiamento e cancro è attribuita all'immunosenescenza, ad errori accumulati nel DNA nel corso della vita e ai cambiamenti legati all'età nel sistema endocrino.
Alcuni tumori a crescita lenta sono particolarmente comuni. Studi autoptici condotti in Europa e Asia hanno evidenziato che fino al 36% delle persone avevano, al momento della loro morte, un tumore della tiroide non diagnosticato e apparentemente innocuo e che l'80% degli uomini aveva sviluppato un tumore alla prostata dall'età di 80 anni. Dal momento che questi tumori non avevano causato la morte della persona, la loro identificazione avrebbe rappresentato una sovradiagnosi.
Le tre neoplasie infantili più comuni sono la leucemia (34%), i tumori cerebrali (23%) e i linfomi (12%). I tassi di tumori maligni infantili sono aumentati dello 0,6% all'anno, tra il 1975 e il 2002 negli Stati Uniti, e del 1,1% l'anno tra il 1978 e il 1997 in Europa.

## Eziologia

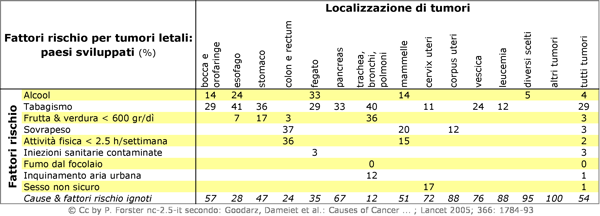
Tumori e fattori di rischio in paesi sviluppati

Le neoplasie sono principalmente una malattia ambientale, con il 90-95% dei casi attribuibili a fattori ambientali e per il 5-10% alla genetica. Per fattori ambientali, si intendono qualsiasi fattore eziologico (cioè che precisa l'agente causale di una malattia) che non venga ereditato geneticamente, non solo l'inquinamento. Alcuni comuni fattori ambientali che contribuiscono alla mortalità da cancro includono il fumo (25-30%), l'alimentazione e l'obesità (30-35%), le infezioni (15-20%), le radiazioni ionizzanti, lo stress, la mancanza di attività fisica e gli inquinanti ambientali.
È quasi impossibile dimostrare ciò che ha causato un tumore in un singolo individuo, in quanto la maggior parte presentano più cause possibili. Per esempio, se una persona accanita fumatrice sviluppa un tumore ai polmoni, si può dire che sia stato molto probabilmente questo comportamento la sua causa, ma non con assoluta certezza, poiché ogni individuo ha una piccola probabilità di sviluppare quel tumore a causa di altri fattori. Molto probabilmente l'eziologia della neoplasia non è da riferire ad una mutazione della sequenza nucleotidica del dna nucleare ma ad un errato controllo da parte di istoni e nucleosomi sulla replicazione cellulare.

### Prodotti chimici

L'incidenza di cancro ai polmoni è altamente correlata con il fumo.

La patogenesi delle neoplasie è riconducibile a mutazioni del DNA che incidono sulla crescita cellulare e sull'eventuale sviluppo di metastasi. Le sostanze che causano mutazioni del DNA sono conosciute come mutagene; le sostanze che causano tumori sono noti come agenti cancerogeni. Sostanze particolari sono stati collegati a specifici tipi di tumore. Il fumo è associato a molte forme di cancro e causa il 90% dei tumori del polmone.
Molti mutageni sono anche cancerogeni, ma alcuni agenti cancerogeni non sono mutageni. L'alcol è un esempio di un cancerogeno chimico che non è un agente mutageno. In Europa occidentale il 10% dei casi di cancro nei maschi e il 3% dei tumori nelle femmine sono attribuibili all'alcol.
Decenni di ricerche hanno dimostrato il legame tra il fumo e le neoplasie del polmone, della laringe, della testa, del collo, dello stomaco, della vescica, dei reni, dell'esofago e del pancreas. Una sigaretta contiene più di 50 sostanze riconosciute come cancerogene, tra cui nitrosammine e di idrocarburi policiclici aromatici. Il fumo è responsabile di circa un terzo di tutte le morti per cancro nei paesi sviluppati e circa uno su cinque in tutto il mondo. Tuttavia, il numero dei fumatori in tutto il mondo continua ad aumentare, portando a quella che alcune organizzazioni hanno descritto come l'epidemia del fumo.
Si ritiene che il cancro correlato alla propria professione lavorativa, rappresenti tra il 2% e il 20% di tutti i casi. Ogni anno, almeno 200 000 persone muoiono di cancro in tutto il mondo, probabilmente sviluppato a causa del proprio lavoro. La maggior parte dei decessi per cancro correlabile a fattori di rischio professionali si verificano nel mondo sviluppato. Si stima che circa 20 000 decessi per cancro e 40 000 nuovi casi ogni anno negli Stati Uniti siano attribuibili alle condizioni di lavoro. Milioni di lavoratori corrono il rischio di sviluppare tumori come il cancro del polmone e il mesotelioma per via dell'inalazione di fibre di amianto e fumo di sigaretta, o la leucemia per l'esposizione al benzene sul posto di lavoro.

### Alimentazione ed esercizio fisico

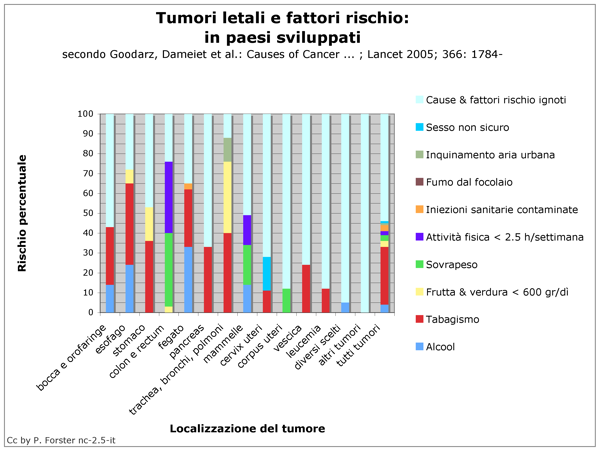
Tumori e fattori di rischio in paesi sviluppati

La scorretta alimentazione, l'inattività fisica e l'obesità sono correlabili a circa il 30-35% dei decessi per tumore. L'eccesso di peso corporeo è associabile con lo sviluppo di molti tipi di cancro ed è un fattore presente in un valore compreso tra il 14% e il 20 % in tutte le morti per cancro negli Stati Uniti. L'inattività fisica è ritenuta di contribuire al rischio di sviluppare tumori, non solo attraverso i suoi effetti sul peso corporeo, ma anche attraverso gli effetti negativi sul sistema immunitario e sul sistema endocrino.
Le diete a basso contenuto di verdura, frutta e cereali integrali e ad alto contenuto di carne trasformate o rosse, sono collegabili con una serie di tumori. Una dieta ricca di sale è legata al cancro dello stomaco, l'aflatossina B1, un alimento spesso contaminato, con l'epatocarcinoma, la masticazione di noci di Areca catechu con il cancro alla bocca. Ciò può in parte spiegare le differenze nell'incidenza del cancro in diversi paesi, per esempio il cancro allo stomaco è più comune in Giappone, per via della dieta ricca di sale che contraddistingue la cultura giapponese, mentre il tumore del colon è più comune negli Stati Uniti. Gli immigrati sviluppano il rischio in base al nuovo paese in cui si trasferiscono, spesso all'interno di una generazione, suggerendo un legame sostanziale tra dieta e neoplasia.

### Infezioni
In tutto il mondo, circa il 18% delle morti per cancro, sono legate alle malattie infettive. Questa percentuale varia nelle diverse regioni del mondo, da un massimo del 25% in Africa a meno del 10% in tutto il mondo sviluppato. I virus sono gli agenti infettivi più comunemente responsabili dello sviluppo di tumori, ma anche batteri, Micobatteri (vedi Tubercoloma) e parassiti possono esserne la causa.
Un virus in grado di causare il cancro si chiama oncovirus. Questi includono il papillomavirus umano (causa delle neoplasie della cervice uterina), il virus di Epstein-Barr (malattie linfoproliferative e neoplasie nasofaringee), l'Herpesvirus umano 8 (causa del sarcoma di Kaposi e linfomi a effusione primaria), i virus dell'epatite B e C (carcinoma epatocellulare). L'infezione batterica può aumentare il rischio di cancro, come si è visto nel caso del carcinoma dello stomaco indotto dall'Helicobacter pylori. Le infezioni parassitarie fortemente associate con il cancro sono quelle da Schistosoma haematobium (carcinoma a cellule squamose della vescica) e trematodi del fegato, Opisthorchis viverrini e Clonorchis sinensis (colangiocarcinoma).

### Ereditarietà
La maggior parte dei tumori è di tipo non-ereditario. Le neoplasie ereditarie sono prevalentemente causate da un difetto genetico. È stato stimato che meno dello 0,3% della popolazione è portatrice di una mutazione genetica ad alto effetto sul rischio di sviluppare un cancro nei geni BRCA1, BRCA2 e CDH1, e in alcuni geni implicati in meccanismi di Mismatch Repair, e che queste rappresentano meno del 3-10% dei casi diagnosticati annualmente nei rispettivi siti anatomici di interesse. Alcune di queste condizioni sono rappresentate da alcune mutazioni ereditarie nei geni BRCA1 e BRCA2 con un rischio più del 75% in più di sviluppare cancro al seno e alle ovaie, e ereditario non associato a poliposi del colon-retto (HNPCC o sindrome di Lynch), che è presente in circa il 3% delle persone con tumore del colon-retto, tra gli altri.

### Trasmissibilità
A differenza degli altri animali, nell'uomo la trasmissione di un tumore da un individuo ad un altro è un evento rarissimo, ma non impossibile. Sono stati registrati vari casi, tra cui un chirurgo che ha contratto una forma di istiocitoma fibroso maligno dopo una ferita al braccio in sala operatoria e una significativa frequenza di sarcoma di Kaposi dovuti non alla trasmissione virale ma alle cellule tumorali del donatore in seguito a trapianto.

### Agenti fisici

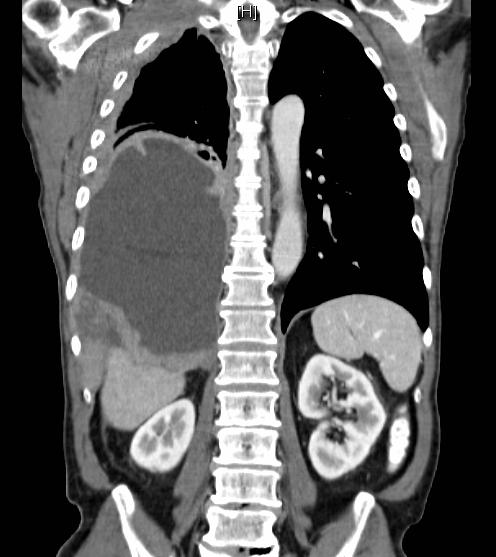
Immagine TC che mostra un mesotelioma, la grande massa che comprime il polmone destro (alla sinistra dell'immagine)

Alcune sostanze causano il cancro in primo luogo attraverso la loro azione fisica, piuttosto che chimica, sulle cellule.
Un esempio importante è la prolungata esposizione all'amianto che è una delle principali cause di mesotelioma, un tipo di tumore maligno del polmone. Altre sostanze catalogabili in questa categoria sono la wollastonite, l'attapulgite, la lana di vetro e la lana di roccia. Si ritiene che queste possano avere un effetto simile all'amianto.
Materiali particellari non fibrosi che causano il cancro sono: la polvere di cobalto, il nichel metallico e la silice cristallina (quarzo, cristobalite e tridimite).
Di solito, gli agenti fisici cancerogeni devono penetrare all'interno del corpo (ad esempio tramite inalazione di piccole parti) e richiedono anni di esposizione prima di sviluppare un tumore.
Un trauma fisico che possa provocare una neoplasia, è un evento assai difficile. La teoria che la rottura delle ossa possa provocare una neoplasia all'apparato scheletrico, per esempio, non è mai stata provata. Allo stesso modo, il trauma fisico non è accettato come una causa di tumori al collo dell'utero, alla mammella o al cervello.
Una causa accettata dalla comunità scientifica è l'applicazione a lungo termine di oggetti caldi sul corpo. Ripetute bruciature sulla stessa parte del corpo, come quelle prodotte dagli scaldamani a carbone, possono condurre allo sviluppo di neoplasie della pelle, specialmente se sono presenti anche cancerogeni chimici. L'assunzione di bevande calde può creare delle scottature che favoriscono neoplasie esofagee.
Generalmente, si ritiene che la neoplasia si possa sviluppare durante il processo di riparazione del trauma, piuttosto che questo sia la causa diretta. Infatti, le lesioni ripetute sugli stessi tessuti possono comportare l'eccessiva proliferazione cellulare che può poi aumentare le probabilità di una mutazione cancerosa. Non vi sono prove che l'infiammazione possa essere causa di una neoplasia.

#### Radiazioni ionizzanti
Fino al 10% delle neoplasie maligne sono legate all'esposizione alle radiazioni ionizzanti. Inoltre, la maggior parte dei tumori non maligni della pelle, è causata da radiazioni non ionizzanti nello spettro dell'ultravioletto.
Tra le principali fonti di radiazioni ionizzanti vi sono l'imaging biomedico e il gas di radon. Le radiazioni ionizzanti possono provocare il cancro in molte parti del corpo, in tutti gli animali ed a qualsiasi età, anche solitamente i tumori solidi indotti dalle radiazioni si sviluppano intorno ai 10-15 anni e possono richiedere fino a 40 anni per diventare clinicamente manifesti, mentre le leucemie richiedono dai 2 ai 10 anni per apparire. I bambini e gli adolescenti hanno il doppio delle probabilità di sviluppare leucemia indotta da radiazioni rispetto agli adulti. L'esposizione alle radiazioni prima della nascita aumenta di dieci volte l'effetto. Le radiazioni ionizzanti non sono un mutageno particolarmente forte l'esposizione residenziale al gas radon, per esempio, ha i rischi di cancro simili a quelli del fumo passivo. Basse dosi di esposizioni, come vivere vicino a una centrale nucleare, si ritiene che abbiano un effetto basso o nullo sullo sviluppo di neoplasie. Le radiazioni sono una fonte più potente di cancro quando sono combinate con altri agenti cancerogeni, come nel caso dell'esposizione al gas radon insieme al tabagismo.
A differenza delle sostanze chimiche, le radiazioni ionizzanti colpiscono le molecole all'interno delle cellule in modo casuale. Se capita di trovare un cromosoma, esso può rompersi, portando ad un numero anormale, alla disattivazione di uno o più geni nella parte del cromosoma colpita, all'eliminazione di parti della sequenza di DNA, alla traslocazioni cromosomica o possono causare altri tipi di anomalie cromosomiche. Il danno maggiore porta normalmente alla morte cellulare, ma danni più piccoli possono far sopravvivere la cellula che, mutata, può essere in grado di proliferare e svilupparsi in neoplasia, soprattutto se geni soppressori sono stati danneggiati dalla radiazione. Tre fasi indipendenti sembrano essere coinvolte nella nascita di una neoplasia per causa delle radiazioni ionizzanti: cambiamenti morfologici alla cellula, acquisizione dell'immortalità cellulare e sviluppo di adattamenti che favoriscono la formazione di un tumore. Anche se la particella di radiazioni non colpisce direttamente il DNA, si innesca una risposta da cellule che indirettamente aumenta la probabilità di mutazioni.
L'uso medico delle radiazioni ionizzanti è una fonte crescente di tumori indotti dalle radiazioni. Le radiazioni ionizzanti possono essere anche utilizzate per trattare i tumori stessi (radioterapia), ma questo può, in alcuni casi, indurre ad un tumore secondario. Inoltre, le radiazioni ionizzanti sono utilizzate in alcune tecniche di imaging biomedico. Un rapporto stima che circa 29 000 tumori potrebbero essere legati alle circa 70 milioni di TAC eseguite negli Stati Uniti in un anno. Si stima che il 0,4% dei casi di cancro sviluppato nel 2007 negli Stati Uniti siano dovute a TAC eseguite in passato e che questo dato possa aumentare fino a raggiungere il 1,5-2%.
L'esposizione prolungata ai raggi ultravioletti provenienti dal sole può portare allo sviluppo di melanoma e tumori maligni della pelle. Prove evidenti stabiliscono che le radiazioni ultraviolette siano la causa della maggior parte dei tumori della pelle non-melanomi, che sono le forme più comuni di cancro in tutto il mondo.
Altre radiazioni non ionizzanti, come le frequenze radio utilizzate dai telefoni cellulari, la trasmissione di energia elettrica, e altre fonti simili sono ritenute come possibili agenti cancerogeni dalla Agenzia Internazionale per la Ricerca sul Cancro dell'Organizzazione Mondiale della Sanità.

### Ormoni

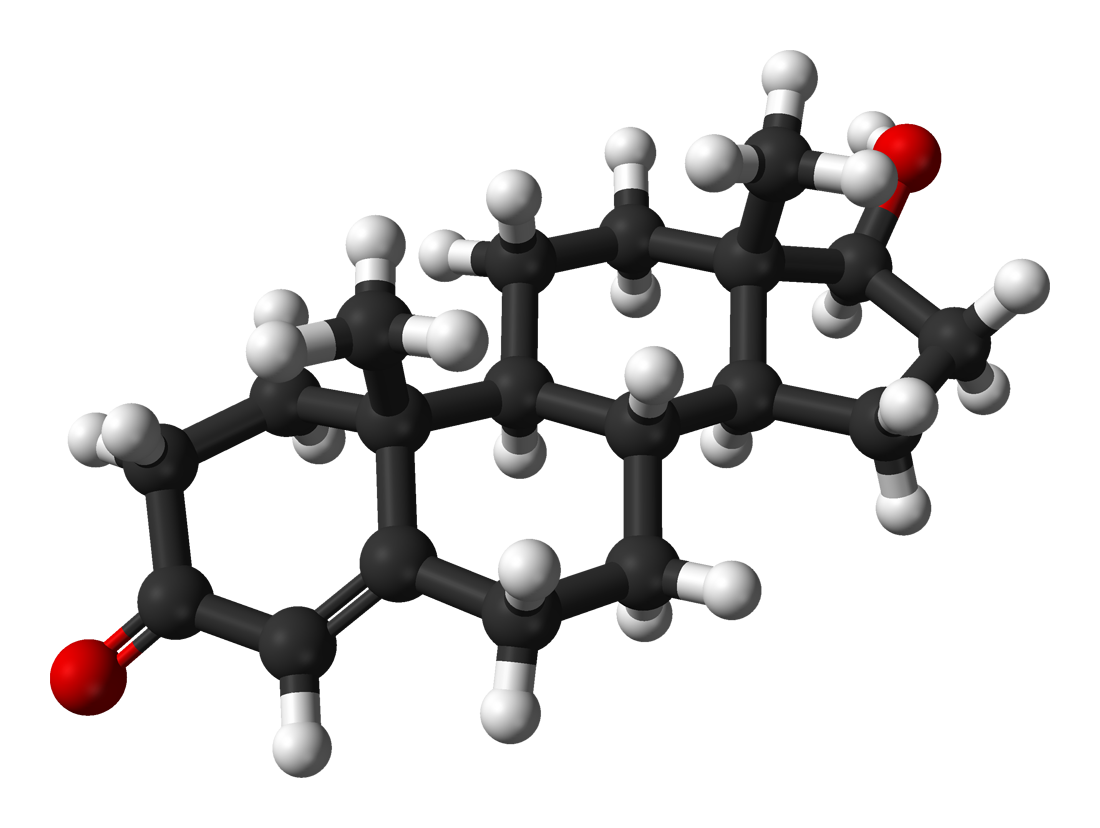
Rappresentazione grafica di una molecola di testosterone. Gli individui che possiedono alti livelli di tale ormone, sono più soggetti a sviluppare il tumore alla prostata.

Alcuni ormoni sono correlati allo sviluppo di neoplasie, promuovendo la proliferazione cellulare. I tumori la cui nascita è maggiormente influenzata dagli ormoni sono quelli legati al sesso come il cancro della mammella, dell'endometrio, della prostata, dell'ovaio e del testicolo, oltre ai tumori della tiroide e delle ossa.
I livelli ormonali di un individuo sono in gran parte determinati geneticamente, quindi questo potrebbe spiegare almeno in parte la presenza di alcuni tipi di neoplasie che si verificano spesso all'interno di alcuni gruppi familiari che non presentano geni particolari. Ad esempio, le figlie di donne che hanno avuto un cancro alla mammella, hanno livelli significativamente più elevati di estrogeni e progesterone. Questi elevati livelli di ormoni possono spiegare perché queste donne hanno un rischio più elevato di neoplasie mammarie. Allo stesso modo, gli uomini di origine africana hanno livelli significativamente più elevati di testosterone rispetto agli uomini di origine europea e di conseguenza presentano un'incidenza di tumore alla prostata più elevata. Gli uomini di origine asiatica, con i più bassi livelli di testosterone, godono della minore incidenza.
Tuttavia, i fattori non genetici sono anche rilevanti: le persone obese hanno più alti livelli di alcuni ormoni associati con il cancro e quindi una maggiore incidenza di tali tumori. Le donne che assumono terapia ormonale sostitutiva hanno un rischio maggiore di sviluppare tumori associati a questi ormoni. Alcuni trattamenti e approcci di prevenzione prevedono la riduzione artificiale dei livelli di tali ormoni, al fine di evitare i tumori ormone-sensibili.

### Altre cause
Salvo le rare trasmissioni che si verificano durante la gravidanza e in qualche marginale caso di donazione d'organo, il cancro non è una malattia trasmissibile. La ragione principale di ciò è il rigetto dei tessuti innestati causato dall'istocompatibilità. Negli esseri umani e negli altri vertebrati, il sistema immunitario utilizza antigeni per distinguere le cellule tra "self" e "non-self", in quanto tali antigeni sono diversi da persona a persona. Quando vengono riconosciuti gli antigeni "non-self", il sistema immunitario reagisce contro la cellula. Tali reazioni proteggono contro l'attecchimento delle cellule tumorali, eliminando le cellule impiantate. Negli Stati Uniti, circa 3 500 donne in gravidanza hanno un tumore ogni anno ed è stata osservata la trasmissione transplacentare di leucemia acuta, linfoma e melanoma dalla madre al feto. Lo sviluppo di tumori derivati da donatori durante un trapianto di organi è estremamente raro. La principale neoplasia associata al trapianto sembra essere il melanoma maligno.
L'incidenza delle neoplasie varia a seconda delle specie, in quanto cambia il rapporto tra il numero di cellule presenti nel corpo con la quantità e qualità delle proteine addette al controllo e soppressione delle neoplasie (p53 nel caso dell'essere umano), nel 2011 si è visto che nell'essere umano un fattore che aumenta l'incidenza delle neoplasie è la maggiore altezza, in quanto questo comporta avere un maggior numero di cellule, rendendo di fatto più difficoltoso il lavoro della proteina p53.

Inizialmente s'ipotizzava la sola correlazione numero di cellule e tumori, questa correlazione semplice venne contestata da Richard Peto, in quanto aveva notato che il numero di tumori non era proporzionale alla taglia delle varie specie animali ed elaborò il paradosso di Peto, che ha spostato l'attenzione sull'origine della neoplasia e permesso di comprendere meglio il meccanismo che porta alla sua nascita, e per l'appunto scoprire le proteine addette al controllo delle neoplasie.

## Patogenesi

### Lesioni precancerose

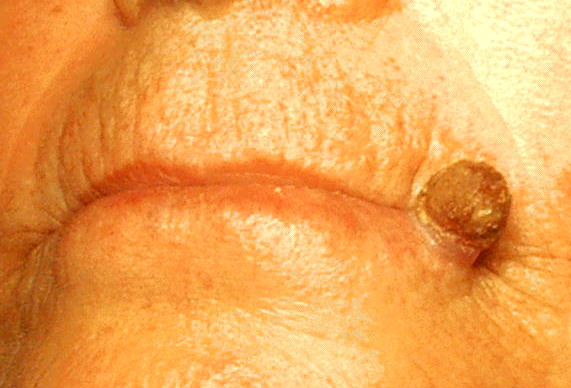
Cheratosi senile sul labbro, una lesione precancerosa.

Alcune lesioni, cosiddette "precancerose", spesso sono identificabili come sintomo di un prossimo processo tumorale maligno, in quanto è decisivamente elevata la possibilità di un passaggio allo stadio degenerativo. Generalmente le lesioni insorgono su cute e mucose. Esse sono di vario carattere: vanno da processi infiammatori cronici alle prolificazioni iperplastiche benigne, dalle disontogenie alle modificazioni tissutali dovute a squilibrio ormonale.
I più comuni casi di lesione precancerosa sono costituiti da cheratosi senile, che principalmente interessa volto, nuca, mani e avambracci; da cheratosi arsenicale, che generalmente si verifica in soggetti sottoposti a farmaci contenenti arsenico; da radiodermiti croniche; da cheratosi professionale, che colpisce solitamente lavoratori di catrame e oli minerali; da cicatrici da ustioni, ulcere, fistole croniche, alcune lesioni luetiche, lupus erimatoso sistemico e lupus volgare, xeroderma pigmentosum. Talvolta, al manifestarsi di tali lesioni, si verificano casi di carcinoma basocellulare o carcinoma spinocellulare.
In misura minore si riscontrano lesioni precancerose a carico di apparato digerente e apparato urinario: leucoplachia ed eritroplachia del cavo orale, sindrome di Plummer-Vinson, poliposi familiare del colon, papilloma della vescica. Da ricordare anche leucoplasia e craurosi vulvare, mastopatia fibrocistica della mammella, leucoplasia della laringe.

### Progressione tumorale
Affinché una cellula diventi tumorale, deve accumulare una serie di danni al suo sistema di controllo della riproduzione. Infatti il cancro è una malattia genetica delle cellule somatiche.
Tutte le cellule cancerose e precancerose presentano alterazioni, spesso molto estese, del loro assetto cromosomico (cariotipo): il numero di cromosomi presenti nel loro nucleo può essere alterato e i cromosomi stessi sono danneggiati, multipli o mancanti (aneuploidia): questa osservazione, fatta all'inizio del XX secolo da David Paul von Hansemann e Theodor Boveri, fu la base della teoria dei tumori come "malattie cromosomiche" accettata in medicina fino alla scoperta della struttura del DNA a metà del secolo scorso e del meccanismo delle mutazioni genetiche.
L'alterazione cromosomica delle cellule tumorali è talmente estesa da fornire la prova che in ogni caso di tumore tutte le cellule cancerose discendano da un'unica cellula madre mutata (popolazione cellulare clonale): tutte infatti condividono la stessa esatta forma di danno genetico, tanto complessa da rendere altamente improbabile l'eventualità di due cellule madri diverse che hanno subito per caso la stessa serie di mutazioni.
Il casuale disordine genetico che caratterizza le cellule tumorali spiega l'estrema variabilità per aspetto, effetti, sintomi e prognosi delle molte forme di cancro note.
Alla base della patogenesi del tumore c'è la mutazione di determinati geni:
- i proto-oncogeni,
- i geni oncosoppressori,
- i geni coinvolti nella riparazione del DNA.

Questi ultimi sono quelli che garantiscono la stabilità genetica perché se altri geni sono mutati per azione per esempio di agenti cancerogeni, questi riparano il DNA prima che vada incontro alla replicazione, prima cioè che queste mutazioni diventino stabili. Il cancro può colpire persone di ogni età, ma le persone anziane sono colpite con maggiore frequenza, perché i danni genetici tendono ad accumularsi con il tempo.
Le mutazioni necessarie che una data cellula deve accumulare per dare origine a un cancro sono le seguenti, e sono comuni a tutti i tipi di cancro:
- acquisizione dell'autonomia moltiplicativa per sopravvenuta incapacità a sottostare ai meccanismi regolatori della proliferazione cellulare;
- assenza di inibizione dipendente dalla densità (le cellule normali si moltiplicano fino a una definita densità cellulare, raggiunta la quale diventano quiescenti);
- ridotta capacità di adesione con altre cellule o componenti tissutali;
- assenza di matrice extracellulare (spesso digerita da proteasi) che favorisce l'invasione di tessuti normali adiacenti;
- angiogenesi: formazione di nuovi vasi sanguigni per fornire ossigeno e fattori nutritivi alle cellule tumorali;
- riduzione o perdita della capacità differenziativa;
- acquisizione della capacità di replicazione illimitata per effetto dell'espressione della telomerasi o con sistemi alternativi chiamati "ALT" (Alternative Lengthening of Telomeres);
- riduzione o perdita della possibilità di andare incontro a morte cellulare programmata (apoptosi).
- perdita della cosiddetta inibizione da contatto.

Oltre a queste possono verificarsi (e di solito si verificano) anche altre mutazioni, dipendenti dal particolare tipo di cellula originaria e dalla esatta sequenza dei danni genetici.
Il tumore sfrutta dunque, oltre al danno meccanico che esercita la sua massa cellulare, l'azione di molecole di adesione CAM (caderine, integrine, selectine, immunoglobuline) e proteasi (catepsine, collagenasi, ialuronidasi), prodotte sia autonomamente sia da parte di cellule dell'organismo ospite, e in particolare macrofagi e fibroblasti.
Il grado di aneuploidia, cioè il numero e l'entità dei difetti cromosomici, viene impiegato nelle biopsie come misura del potenziale canceroso di eventuali cellule anomale riscontrate.

### Accrescimento
In seguito a mutazioni oncogeniche, le cellule tumorali acquisiscono caratteristiche di crescita autonoma, afinalistica e progressiva, unite alla perdita delle capacità di differenziazione e di possibillità apoptotica.
- L'accrescimento dei tumori benigni viene definito espansivo: l'aumento del volume cellulare totale, e quindi del tumore stesso, porta ad un aumento della tensione locale con possibili fenomeni necrotici dei tessuti circostanti per compressione dei vasi. La crescita è tuttavia lenta, localizzata e contenuta da una capsula fibrosa.
- L'accrescimento dei tumori maligni viene definito infiltrativo: un tumore con caratteristiche di malignità, oltre all'aumento volumetrico cellulare, tende ad infiltrarsi nei tessuti circostanti ed a metastatizzare. Ciò avviene quando un carcinoma in situ, ovvero contenuto entro la membrana basale, acquisisce capacità infiltrativa dovuta ad un aumento della tensione locale, alla motilità e minore coesività delle cellule tumorali ed alla presenza di sostanze che facilitano la lisi e la penetrazione cellulare.

I tumori, nonostante il meccanismo generale di origine sia unico, possono manifestare una gamma molto vasta di evoluzioni e sintomatologie. In tutti però è costante un aumento del numero di cellule cancerose, dovuto alla maggiore velocità di riproduzione cellulare, per cui un maggior numero di cellule tumorali si moltiplica ed un minor numero di esse muore, mentre quelle che sopravvivono continuano a moltiplicarsi. Di solito la crescita di un tumore segue una legge geometrica: è molto lenta all'inizio, ma accelera all'aumentare della massa del tumore.
L'infiltrazione delle cellule neoplastiche non si arresta di fronte alla parete dei vasi linfatici, dei capillari e delle venule che possono essere invase, con la conseguenza che le cellule tumorali raggiungono i linfonodi o il circolo sanguigno dando inizio a quel processo noto con il termine di metastatizzazione. Sembra che anche l'intervento dei macrofagi possa avere un ruolo nel processo di merito. La causa risiederebbe nella proteina S100A10 che si trova sulla superficie di questi leucociti, la quale permette ai macrofagi di legarsi alle cellule malate contribuendo così alla crescita e alla diffusione del tumore.
Un'altra caratteristica dei tumori maligni è la "recidiva", cioè il rischio di riformazione del tumore nel sito di origine dopo l'asportazione chirurgica. I tumori maligni, infine, se non rimossi per tempo danno luogo alla cachessia, cioè ad un progressivo e rapido decadimento dell'organismo, che va incontro ad una notevole perdita di peso ed a fenomeni di apatia e astenia.

### Analogie e differenze con la cellula staminale
La cellula cancerosa, pur essendo diversa dalle cellule staminali, presenta alcune caratteristiche comuni. Entrambe le cellule hanno la capacità di riprodursi mantenendo costante la lunghezza dei telomeri, questo impedisce alla cellula di invecchiare.
Nonostante l'analogia della capacità di mantenere costante la lunghezza dei telomeri, la cellula cancerosa può presentare delle differenze per il sistema di conservare la lunghezza dei telomeri. Circa l'85% dei tumori utilizza per questo scopo l'enzima telomerasi. La maggior parte delle altre cellule cancerose presenta meccanismi alternativi chiamati "ALT" (Alternative Lenghtening of Telomeres). La cellula staminale presenta inoltre la capacità di mantenere costante il numero complessivo di cellule staminali (divisione asimmetrica), a differenza della cellula cancerosa, che si divide in modo simmetrico e aumenta costantemente il numero di cellule.
Al di là delle analogie e differenze tra la cellula cancerosa e la cellula staminale, da alcuni anni è stata proposta la teoria dell'esistenza di particolari cellule cancerose che sarebbero al tempo stesso anche staminali, le cellule staminali tumorali, la cui esistenza è attualmente ancora oggetto di studio. Esse danno origine al teratoma.

## Clinica

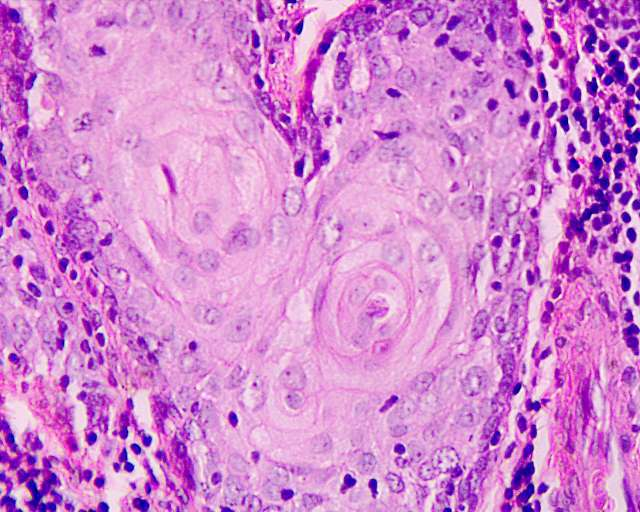
Carcinoma squamoso della laringe (ben differenziato).

### Classificazione
Esemplari sono la classificazione per organo di insorgenza e la classificazione per estensione della malattia.
In base al comportamento biologico i tumori si classificano in:
- "benigni": sono costituiti da cellule che mantengono in parte le loro caratteristiche morfologiche e funzionali, pur esibendo autonomia moltiplicativa. Essi sono caratterizzati da un tipo di sviluppo detto espansivo, perché comprime i tessuti vicini senza distruggerli: i tumori benigni che originano dall'epitelio ghiandolare (adenomi) sono spesso avviluppati da una capsula di tessuto connettivo fibroso che li delimita nettamente dai tessuti confinanti, coi quali assumono un rapporto di contiguità.
- "maligni" o "cancro": sono costituiti da cellule che appaiono morfologicamente e funzionalmente diverse dalle corrispondenti normali. L'atipia morfologica, che è tanto maggiore quanto più indifferenziato è il tumore, si manifesta con mancanza di uniformità nella forma e nelle dimensioni delle cellule (polimorfismo) e degli organi cellulari, in particolare del nucleo, che è frequentemente ipercromico ed in fase mitotica. I tessuti vicini al tumore maligno vengono invariabilmente infiltrati e distrutti dalle cellule tumorali che si sostituiscono a quelle normali, fenomeno questo caratteristico della malignità e noto col termine "invasività neoplastica".
- "borderline ": in alcuni casi i tumori presentano un comportamento intermedio fra la malignità e la benignità (tumori "borderline") o risultano inclassificabili (tumori a comportamento biologico incerto). In questi casi, generalmente la frequenza delle metastasi è molto bassa e il decorso è lento. Un esempio è il tumore stromale gastrointestinale.

La pericolosità di un tumore non dipende solo dalla sua natura.
| Caratteristiche                               | Tumori benigni | Tumori maligni |
| --------------------------------------------- | --- | --- |
| Struttura                                     | Il tessuto neoplastico: - presenta cellule simili a quelle del tessuto di origine; - conserva in gran parte le caratteristiche morfologiche e funzionali del tessuto di origine; - è localizzato e facilmente individuabile. | Il tessuto neoplastico: - presenta cellule molto diverse da quelle del tessuto di origine; - perde ogni caratteristica morfologica e funzionale del tessuto di origine; - è distribuito e difficile da individuare.                                                                                                   |
| Crescita                                      | Espansiva: il tumore cresce lentamente, è ben delimitato e spesso contenuto in un feltro di fibre reticolari e collagene; si espande comprimendo i tessuti circostanti ma non si infiltra in essi.                           | Infiltrativa: il tumore non ha confini netti, e oltre a crescere di volume si infiltra nei tessuti circostanti, invadendoli. |
| Velocità di crescita                          | Solitamente lenta. | Solitamente veloce. |
| Recidiva in loco (dopo intervento chirurgico) | Raramente. | Frequente. |
| Metastasi a distanza                          | No. | Possibili. |
| Danni all'organismo                           | Il tumore provoca: - ingombro; - comprime i tessuti circostanti; - la funzionalità dell'organo colpito viene incrementata (iperfunzione) nella maggior parte dei casi.                                                       | Il tumore provoca: - ingombro; - Diffusione di metastasi attraverso il sangue o la linfa; - infiltrazione di organi e tessuti vicini e loro progressiva distruzione. - La funzionalità dell'organo viene a mancare (ipofunzione) nella maggior parte dei casi. - cachessia neoplastica: grave debilitazione generale. |

### Nomenclatura
La nomenclatura dei tumori si fonda generalmente sulla morfologia microscopica con una nomenclatura indicata da organizzazioni internazionali come il WHO, intimamente collegata all'istogenesi (tessuto di derivazione) e al comportamento biologico (benignità o malignità) delle neoplasie; applicato correttamente la nomenclatura, è possibile applicare un sistema di codifica. Un esempio di sistema di codifica delle malattie, tumori compresi, è lo SNOMED.
| Tumori benigni                  | Tessuto di origine                                         | Tumori maligni                     |
|                                 | Epitelî                                                    | Carcinoma                          |
| ------------------------------- | ---------------------------------------------------------- | ---------------------------------- |
| Papilloma                       | Epitelî di rivestimento                                    | Carcinoma                          |
| Adenoma                         | Epitelî ghiandolari                                        | Adenocarcinoma                     |
| Mola idatiforme                 | Epitelio della placenta                                    | Coriocarcinoma                     |
| —                               | Cellule germinali del testicolo                            | Seminoma                           |
|                                 | Tessuti mesenchimali non linfo-emopoietici                 | Sarcoma                            |
| Fibroma                         | Tessuto connettivo                                         | Fibrosarcoma                       |
| Lipoma                          | Tessuto adiposo                                            | Liposarcoma                        |
| Condroma                        | Tessuto cartilagineo                                       | Condrosarcoma                      |
| Osteoma                         | Tessuto osseo                                              | Osteosarcoma                       |
| Leiomioma                       | Muscolo liscio                                             | Leiomiosarcoma                     |
| Rabdomioma                      | Muscolo striato                                            | Rabdomiosarcoma                    |
| Emangioma                       | Endotelio                                                  | Angiosarcoma                       |
| Linfangioma                     | Linfendotelio                                              | Linfangiosarcoma                   |
| —                               | Sinovia                                                    | Sarcoma sinoviale                  |
| —                               | Mesotelio                                                  | Mesotelioma                        |
| Meningioma                      | Meningi                                                    | Meningioma invasivo                |
|                                 | Tessuti mesenchimali linfo-emopoietici                     |                                    |
| —                               | Linea ematopoietica linfoide                               | Leucemia linfoide Linfoma Mieloma  |
| —                               | Linea ematopoietica mieloide                               | Leucemia mieloide                  |
|                                 | Tessuti nervosi                                            |                                    |
| Glioma                          | Glia                                                       | Glioblastoma                       |
| Neurocitoma                     | Neuroni                                                    | Neuroblastoma                      |
| Nevo melanocitico               | Melanociti                                                 | Melanoma                           |
| Teratoma maturo, cisti dermoide | Cellule totipotenti (nelle gonadi o in residui embrionali) | Teratoma immaturo, teratocarcinoma |

### Stadiazione
L'estensione della maggior parte dei tumori maligni nell'organismo (lo stadio) viene classificata, in genere, attraverso la Classificazione TNM, proposta e mantenuta aggiornata dalla Union for International Cancer Control.

### Diagnosi
La dimensione critica di un tumore è di circa 1 centimetro cubico: raggiunta tale dimensione il tumore diventa rilevabile con visite mediche ed analisi (marker tumorali presenti nel sangue); spesso però i sintomi iniziali vengono ignorati o sottovalutati.
La natura dei tumori e la loro estensione nell'organismo viene valutata preliminarmente con l'esame clinico, integrato dai dati di laboratorio e dalle tecniche di diagnostica per immagini (ecografia, esami radiologici tradizionali o computerizzati (TAC), imaging a risonanza magnetica, scintigrafia con radioisotopi, PET).
Al fine di aiutare il medico radiologo nell'analisi della grossa mole di dati fornita dalle tecniche citate, diversi studi si sono focalizzati sulla realizzazione di strumenti per la diagnosi automatizzata/assistita (CAD).
La conferma diagnostica della natura, del grado di malignità (grading) e dell'estensione dei tumori (staging) spettano ancora all'anatomia patologica ed in particolare all'esame istologico dei tessuti, sempre più spesso integrato da tecniche di smascheramento di antigeni (ad esempio, mediante le colorazioni immunoistochimiche) o di tecniche di biologia molecolare per lo studio degli acidi nucleici (genomica) o delle proteine (proteomica).

## Trattamento
Vi sono molte opzioni disponibili riguardo al trattamento delle varie neoplasie, sia benigne che maligne, tra cui: la chirurgia, la chemioterapia, la radioterapia e le cure palliative. La decisione del trattamento da utilizzare dipende sostanzialmente dalla posizione e dal tipo e grado di tumore, nonché dalla salute del paziente e dalle sue aspettative.

### Trattamento chirurgico
La chirurgia è il principale metodo per trattare la maggior parte dei tumori solidi e isolati e può svolgere un ruolo nella palliazione e nel prolungamento della sopravvivenza. È il trattamento di elezione nel caso di neoplasie benigne. Costituisce, inoltre, una parte fondamentale del processo diagnostico grazie alla messa in vista della massa tumorale e alla possibilità di eseguire una biopsia. Nei casi di neoplasie benigne o di tumori confinati, la chirurgia tenta, in genere, di resecare l'intera massa insieme, in alcuni casi, ai linfonodi locali. Per alcuni tipi di neoplasia, ciò è sufficiente a portare ad un buon risultato.

### Chemioterapia
La chemioterapia, in aggiunta alla chirurgia, si è dimostrata utile in un certo numero di neoplasie, tra cui: neoplasie della mammella, al colon-retto, al pancreas, ai testicoli, all'ovaio e al polmone. L'efficacia della chemioterapia è spesso in contrasto con l'alta tossicità subita dagli altri tessuti del corpo.

### Radioterapia

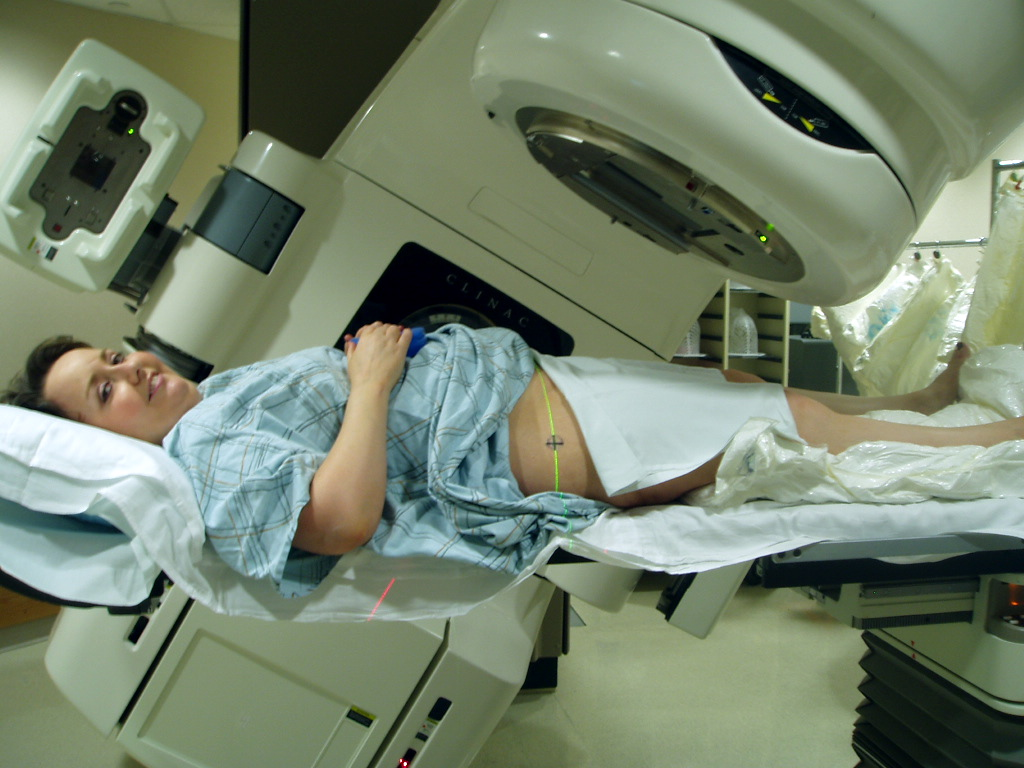
Una paziente si sottopone ad una seduta di radioterapia, effettuata per mezzo di un acceleratore lineare.

La radioterapia è un trattamento che comporta l'utilizzo di radiazioni ionizzanti, nel tentativo di curare o migliorare i sintomi neoplastici. Questo perché le cellule neoplastiche sono molto sensibili alle radiazioni. È utilizzata in circa la metà di tutti i casi e la radiazione può essere sia da fonti interne, come nel caso della brachiterapia sia da fonti esterne, con l'utilizzo di acceleratori lineari. La radioterapia è tipicamente utilizzata in combinata alla chirurgia o alla chemioterapia, ma per alcuni tipi di tumore, come quelli precoci e relativi al capo-collo, può essere utilizzata da sola. È stato dimostrato che è efficace come cura palliativa per diminuire il dolore causato da metastasi ossee, nel 70% dei pazienti.

### Farmaci
Secondo uno studio pubblicato nel 2025, circa la metà dei farmaci anticancro e soggetta a un diverso regime di approvazione negli Stati Uniti da parte della Food and Drug Administration e in Europa da parte dell'European Medicines Agency. Mentre la prima autorizza l'immissione in commercio di farmaci che presentano degli effetti avversi maggiori, la seconda tende ad aspettare periodi di tempi più lunghi in attesa di un migliore profilo fra efficacia e tossicità.

### Trattamenti alternativi
Trattamenti complementari e alternativi, sono un gruppo eterogeneo di assistenza sanitaria, pratiche e prodotti che non fanno parte della medicina convenzionale. Per medicina complementare ci si riferisce ai metodi e alle sostanze utilizzate insieme alla medicina convenzionale, mentre per medicina alternativa si intendono i composti utilizzati al posto della medicina scientificamente riconosciuta.
La maggior parte dei farmaci complementari e alternativi per il trattamento di neoplasie maligne non sono stati rigorosamente studiati o testati. Alcuni trattamenti alternativi valutati dalla comunità medica hanno dimostrato di essere inefficaci, tuttavia, continuano ad essere commercializzati e promossi.

### Combinazione di soluzioni e nuove soluzioni
La terapia antitumorale generalmente non segue un unico approccio, in molti casi si combina più soluzioni o si segue una successione di trattamenti per migliorare il risultato finale.
Studi recenti dimostrano come la sinergia tra chemioterapici classici e composti d'origine naturale (cioè da funghi, microbi, piante terrestri e marine, etc.) possa aumentare l'efficacia terapeutica e contemporaneamente abbassare le concentrazioni di farmaco chemioterapico richieste.
Studi recenti (2025) hanno evidenziato come in situazioni ambientali a temperatura controllata e tale da attivare la termogenesi del grasso bruno, quest'ultimo possa entrare in competizione con molti tumori, diminuendone l'apporto energetico e la sua crescita, da questa scoperta sono state ingegnerizzate delle cellule lipidiche bianche modificate per una maggiore espressione dell'UCP1 in modo da catturare più glucosio, successivamente queste cellule modificate sono state poste attorno alla massa tumorale ed hanno permesso di ridurre significativamente l'apporto energetico alle cellule tumorali, permettendo una regressione del tumore.

## Prognosi
Le neoplasie benigne hanno generalmente una buona prognosi, i tumori maligni hanno una reputazione di malattia mortale.
Nel complesso, circa la metà delle persone in trattamento per il cancro invasivo (esclusi i tumori della pelle in situ e non-melanomi) muoiono a causa sua o per via del trattamento.
La sopravvivenza è peggiore in tutti i paesi in via di sviluppo. Tuttavia, i tassi di sopravvivenza variano notevolmente a seconda della tipologia di tumore, con una gamma che va da una guarigione quasi totale a quasi nessuna speranza di sopravvivenza. Predire la sopravvivenza sia a breve che a lungo termine è difficile e dipende da molti fattori. I più importanti sono il tipo di tumore, l'età del paziente e la sua salute generale. Le persone fragili e con altri problemi di salute hanno tassi di sopravvivenza più bassi. Un centenario è improbabile che sopravviva per più di cinque anni, anche se il trattamento ha successo.
Le persone che riferiscono una migliore qualità della vita, tendono a sopravvivere più a lungo. Le persone con bassa qualità di vita possono incorrere nel disturbo depressivo ed in altre complicanze, dovute al trattamento o alla sua progressione, che danneggia la loro qualità di vita, riducendone la durata.

## Prevenzione

### Stile di vita
Lo stile di vita ha una significativa influenza sul rischio di contrarre il cancro. Secondo alcuni studi se tutti adottassero uno stile di vita corretto il numero dei tumori si ridurrebbe di un terzo. La dieta, l'inattività fisica e l'obesità sono collegate approssimativamente al 30-35% delle morti per cancro.
Qualsiasi fumo di tabacco in qualsiasi quantità come l'alcol al di sopra di valori modici aumentano significativamente il rischio di ammalarsi di tumore (oltre che di contrarre malattie cardiovascolari).
Sono a rischio tutti i prodotti animali conservati mediante nitrati o nitriti (pesce, carne, salumi).

### Dieta
Vi sono delle indicazioni precise sulla dieta da seguire per evitare l'accumularsi di fattori favorenti l'insorgenza dei tumori.